# Лунвож (приток Изъяю)
Лунвож (устар. Лун-Вож) — река в России, протекает в Республике Коми по территории Печерского района. Левый приток реки Изъяю.

## География
Устье реки находится в 25 км по левому берегу реки Изъяю. Длина реки составляет 27 км.

## Этимология гидронима
Гидроним происходит из языка коми, в котором лун — «юг», «южный», а слово вож — «приток», «ветвь», «ответвление».

## Данные водного реестра
По данным государственного водного реестра России относится к Двинско-Печорскому бассейновому округу, водохозяйственный участок реки — Печора от водомерного поста у посёлка Шердино до впадения реки Уса, речной подбассейн реки — бассейны притоков Печоры до впадения Усы. Речной бассейн реки — Печора.
Код объекта в государственном водном реестре — 03050100212103000064129.